# Vrbovec, Kočevje
Vrbovec este o localitate din comuna Kočevje, Slovenia.